# 愛媛県中学校一覧
| 総数                           | 135校            |
| 国立                           | 1校              |
| 公立                           | 128校・1分校     |
| 私立                           | 5校              |
| 教育委員会所在地               | 〒790-8570       |
| 愛媛県松山市一番町四丁目4番地2 |                  |
| 公式サイト                     | 愛媛県教育委員会 |

愛媛県中学校一覧（えひめけんちゅうがっこういちらん）は、愛媛県の中学校および中等教育学校（前期課程）の一覧。

## 国立中学校
- 愛媛大学教育学部附属中学校

## 公立中学校・中等教育学校

### 四国中央市
- 四国中央市立川之江北中学校
- 四国中央市立川之江南中学校
- 四国中央市立三島西中学校
- 四国中央市立三島南中学校
- 四国中央市立三島東中学校
- 四国中央市立土居中学校
- 四国中央市立新宮小中学校

（小中一貫教育校）

### 新居浜市
- 新居浜市立別子中学校

（新居浜市立別子小学校との小中一貫教育校）
- 新居浜市立東中学校
- 新居浜市立西中学校
- 新居浜市立南中学校
- 新居浜市立北中学校
- 新居浜市立泉川中学校
- 新居浜市立中萩中学校
- 新居浜市立船木中学校
  - 新居浜市立船木中学校ひびき分校
- 新居浜市立大生院中学校
- 新居浜市立角野中学校
- 新居浜市立川東中学校

### 西条市
- 西条市立西条東中学校
- 西条市立西条西中学校
- 西条市立西条南中学校
- 西条市立西条北中学校
- 西条市立小松中学校
- 西条市立東予西中学校
- 西条市立東予東中学校
- 西条市立河北中学校
- 西条市立丹原東中学校
- 西条市立丹原西中学校

### 今治市

#### 県立
- 愛媛県立今治東中等教育学校

#### 市立
- 今治市立日吉中学校
- 今治市立近見中学校
- 今治市立立花中学校
- 今治市立桜井中学校
- 今治市立南中学校
- 今治市立西中学校
- 今治市立北郷中学校
- 今治市立朝倉中学校
- 今治市立玉川中学校
- 今治市立大西中学校
- 今治市立菊間中学校
- 今治市立大島中学校
- 今治市立伯方中学校
- 今治市立大三島中学校
- 今治市立関前中学校

### 越智郡
- 上島町立魚島中学校
- 上島町立弓削中学校
- 上島町立岩城中学校

### 松山市

#### 県立
- 愛媛県立松山西中等教育学校

#### 市立
- 松山市立拓南中学校
- 松山市立雄新中学校
- 松山市立勝山中学校
- 松山市立東中学校
- 松山市立道後中学校
- 松山市立鴨川中学校
- 松山市立内宮中学校
- 松山市立三津浜中学校
- 松山市立高浜中学校
- 松山市立津田中学校
- 松山市立垣生中学校
- 松山市立興居島小中学校

（小中一貫教育校）
- 松山市立余土中学校
- 松山市立湯山中学校
- 松山市立日浦小中学校
- 松山市立旭中学校
- 松山市立久米中学校
- 松山市立小野中学校
- 松山市立久谷中学校
- 松山市立南中学校
- 松山市立西中学校
- 松山市立南第二中学校
- 松山市立桑原中学校
- 松山市立椿中学校
- 松山市立城西中学校
- 松山市立北中学校
- 松山市立北条北中学校
- 松山市立北条南中学校
- 松山市立中島中学校

### 伊予市
- 伊予市立港南中学校
- 伊予市立伊予中学校
- 伊予市立中山中学校
- 伊予市立双海中学校

### 東温市
- 東温市立重信中学校
- 東温市立川内中学校

### 上浮穴郡
- 久万高原町立久万中学校
- 久万高原町立美川中学校

### 伊予郡
- 松前町立北伊予中学校
- 松前町立岡田中学校
- 松前町立松前中学校
- 砥部町立砥部中学校

### 宇和島市

#### 県立
- 愛媛県立宇和島南中等教育学校

#### 市立
- 宇和島市立城南中学校
- 宇和島市立城北中学校
- 宇和島市立城東中学校
- 宇和島市立吉田中学校
- 宇和島市立三間中学校
- 宇和島市立津島中学校

### 八幡浜市
- 八幡浜市立八幡浜中学校
- 八幡浜市立保内中学校

### 大洲市
- 大洲市立大洲東中学校
- 大洲市立大洲南中学校
- 大洲市立平野中学校

（小中一貫教育校）
- 大洲市立肱東中学校
- 大洲市立新谷中学校
- 大洲市立大洲北中学校
- 大洲市立長浜中学校
- 大洲市立肱川中学校

### 西予市
- 西予市立三瓶中学校
- 西予市立明浜中学校
- 西予市立宇和中学校
- 西予市立野村中学校
- 西予市立城川中学校

### 喜多郡
- 内子町立内子中学校
- 内子町立大瀬中学校
- 内子町立五十崎中学校
- 内子町立小田中学校

### 西宇和郡
- 伊方町立伊方中学校
- 伊方町立三崎中学校
- 伊方町立瀬戸中学校

### 北宇和郡
- 松野町立松野中学校
- 鬼北町立広見中学校
- 鬼北町立日吉小中学校（小中一貫教育校）

### 南宇和郡

#### 町立
- 愛南町立御荘中学校
- 愛南町立城辺中学校
- 愛南町立一本松中学校

#### 組合立
- 高知県宿毛市愛媛県南宇和郡愛南町篠山小中学校組合立篠山中学校（小中一貫教育校）

## 私立中学校・中等教育学校
- 今治明徳中学校
- 松山東雲中学校
- 愛光中学校
- 済美平成中等教育学校
- 新田青雲中等教育学校